# San Vicente de Moravia
San Vicente de Moravia est une ville de la province de San José au Costa Rica, dans la banlieue nord de la capitale San José.
Sa population était de 30 046 habitants en 2012. Les principales activités de la ville sont dans le domaine textile et alimentaire.